# Tabaktenamun
Tabekenamun o Tabakenamun va ser una reina egípcia nubia de la dinastia XXV.
Era filla del rei Piye i podria haver estat la reina consort del seu germà Taharqa. És coneguda per l'estàtua de Karnak avui conservada a El Caire. Altres investigadors han suggerit que Tabekenamun podria haver estat l'esposa del rei Xabaka.
Tabaktenamun tenia els títols de "Filla del Rei", "Germana del Rei" i "Dona del Rei". A més, era Sacerdotessa d'Hathor, Mestressa de Tepihu (Afroditópolis), Sacerdotessa d'Hathor de Iunyt (Dendera) i Sacerdotessa de Neith. Els oficis sacerdotals podrien suggerir que era filla d'un dels faraons libis.